# Семен Юрійович
Семен Юрійович (? — ?) — князь турівський (кінець XIII ст. — 1320-ті рр.). Він був сином Юрія Андрійовича, онуком Андрія Івановича. Останній відомий турівський князь. Після нього Турівське князівство в 1320—х — 1330 роках остаточно приєдналося до Великого князівства Литовського.